# Hovhannès Toumanian
Pour les articles homonymes, voir Toumanian (homonymie).
Hovhannès Toumanian (en arménien Հովհաննես Թումանյան, les autres orthographes possibles sont Tumanyan ou Toumanyan) est né le 19 février 1869 à Dsegh, dans le district de Lorri et mort le 23 mars 1923 à Moscou en Russie. Il est considéré comme l'un des plus grands poètes et écrivains arméniens.

## Biographie
Il puise son inspiration dans le folklore national. Son poème Anouch a inspiré un opéra éponyme au compositeur Armen Tigranian, programmé au Théâtre des Amandiers de Nanterre en mai 2013.